# Bubalus mephistopheles
Espèce
Bubalus mephistopheles (Tamarau de Chine) est une espèce éteinte de bovin qui vivait à la fin du Pléistocène.

## Distribution
Cette espèce se rencontrait à l'emplacement actuel de la province du Henan en Chine.